# Rock&Buh
«Rock&Buh» — фестиваль рок-музики, який проводиться щорічно у Хмельницькому на території Молодіжного парку. Вперше відбувся 26 травня 2017 року.

## Про фестиваль
Засновником та організатором фестивалю є управління культури і туризму Хмельницької міської ради. Співорганізаторами фестивалю є: рок-гурти «Мотор'ролла» та «Чумацький шлях», ГО «Територія», ГО «Спелеологічний клуб „Атлантида“», Хмельницький міський будинок культури. Метою фестивалю є популяризація сучасної української рок-музики, популяризація міста і розвиток подієвого туризму

## Історія
2017 року в Хмельницькому провели перший фестиваль рок-музики, який тривав два дні та зібрав 10 тисяч відвідувачів. Хедлайнерами стали «Мотор'ролла», «Без Обмежень» та «Тартак». Міський голова Олександр Симчишин на брифінгу журналістам повідомив, що фестиваль стане щорічним.
|  | Вже сьогодні можна впевнено сказати: Rock&Buh вдався і ми вже під час першого дня фестивалю вирішили, що будемо проводити його щорічно. |

2018 року другий фестиваль «Rock&Buh» став міжнародним. Вперше його відвідали закордонні гурти — британський «Lost Gravity» та білоруський «Akute». На території Молодіжного парку було розташоване наметове містечко та дві сцени — головна та мала.
2019 року фестиваль «Rock&Buh» у Хмельницькому тривав з 24 до 26 травня. На території Молодіжного парку були розміщені три сцени, на яких протягом трьох днів виступили більше сорока музичних гуртів та виконавців. Хедлайнерами рок-фестивалю були «СКАЙ», «O.Torvald» та «ТНМК». Несподіванкою для декількох тисяч відвідувачів стало освідчення закоханої пари на головній сцені.
|  | Я довго думав, як краще зробити пропозицію. А коли дізнався, що в нас мають втретє провести фестиваль рок-гуртів, я вже точно знав, що робитиму пропозицію саме там. |

| Рік проведення | Дні проведення | Кількість сцен |
| -------------- | -------------- | -------------- |
| 2017           | 26-27 травня   | 1              |
| 2018           | 25-27 травня   | 2              |
| 2019           | 24-26 травня   | 3              |

## Список музичних виконавців, які виступали на «Rock&Buh»

### 2017
- Малювати Квадрати
- Синтез DNK
- Banana Bus
- NevermindiA
- Black Jack
- Баbай
- Панацея
- Under the Tank
- Mufftrain
- Zворотня Dія
- Мотор'ролла
- Чумацький Шлях
- Без обмежень
- Тартак

### 2018
- Сова
- The Hypnotunez
- Чумацький Шлях
- Воплі Відоплясова
- Ангажемент на Вівторок
- Akute
- STANZA
- DETACH
- Антитіла
- MOTANKA
- Krut
- Lost Gravity
- Фіолет
- Мотор'ролла

### 2019
- Gerollds
- Navkolo Kola
- Гапочка
- WakeUpCall
- СКАЙ
- Dot Rain
- Штучне дихання
- Vovk
- Хмельницький муніципальний естрадно-духовий оркестр
- Мадам Тюссо
- Toys&Hammers
- Auditoria
- Гуцул Каліпсо
- Роллік'с
- ТНМК
- ZABAVKA
- The Wine Philosophy
- VINOK
- O.Official
- Zerno
- Цвях
- Rideau
- Space of Variations
- O.Torvald
- Рать
- Too Fat To Fly
- Cloudless
- The Elephants